# Salenia goesiana
Salenia goesiana är en sjöborreart. Salenia goesiana ingår i släktet Salenia och familjen Saleniidae. Inga underarter finns listade i Catalogue of Life.